# Бібліотека Джона Райландса

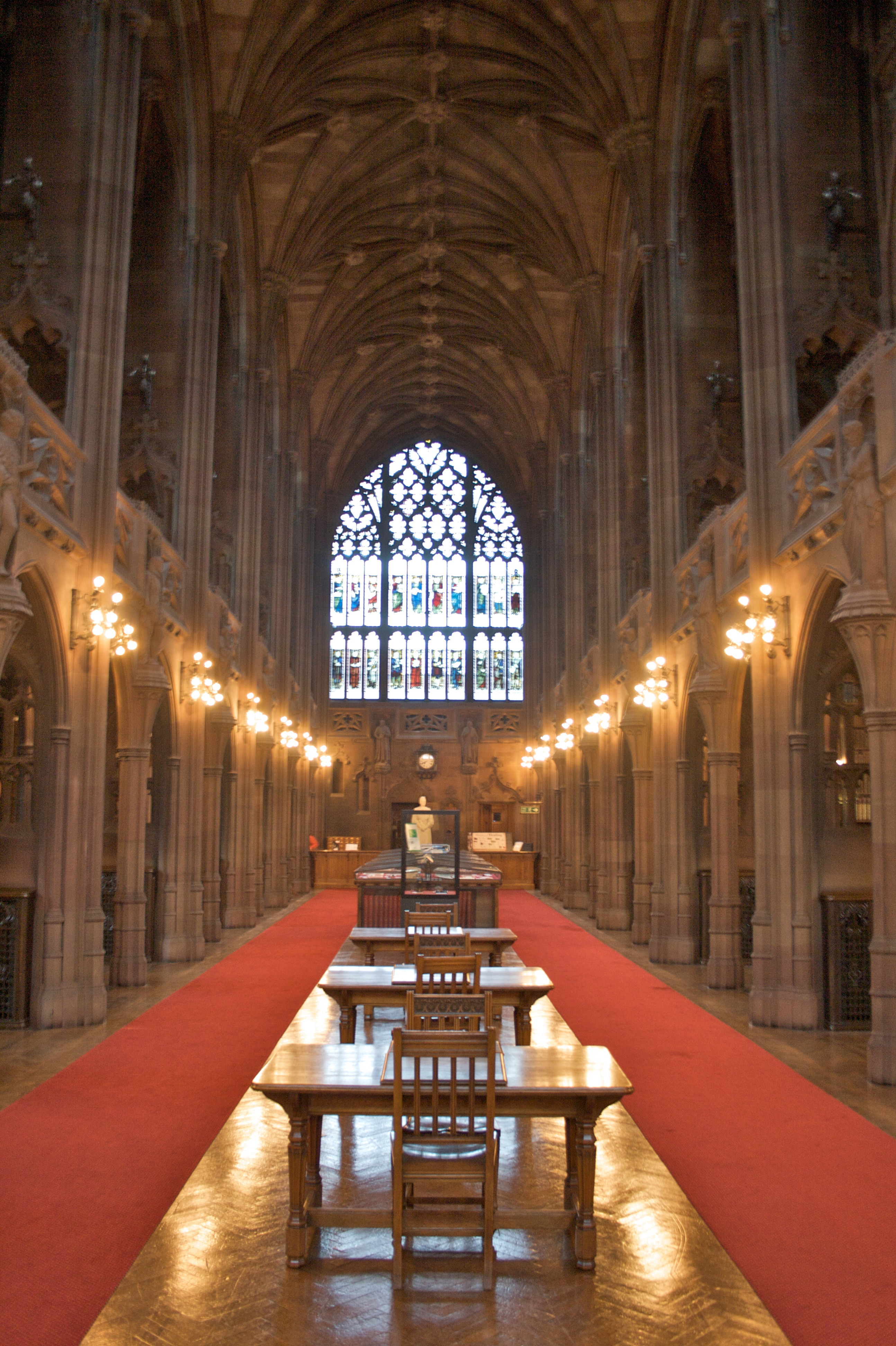
Читальний зал

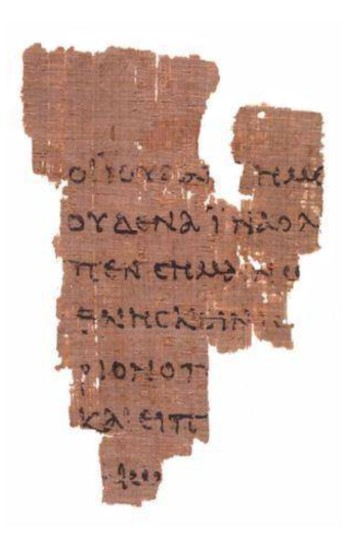
Папірус 52, recto (Бібліотека Джона Райланда)

Бібліотека Джона Райландса (John Rylands Library) — підрозділ Університетської бібліотеки Джона Райландса в місті Манчестер. Бібліотеку було засновано Енрікетою Августиною Райландс на згадку про свого чоловіка Джона Райландса.

## Історія
Після того, як Енрікета Райландс придбала земальну ділянку в центрі Манчестера, вона доручила розробити проект бібліотеки архітекторові Базілу Чемпнісу (Basil Champneys). Спершу розраховувалося розмістити тут лише теологічну колекцію, тому приміщення бібліотеки нагадує церкву. Архітектура будівлі є гарним зразком вікторіанської неоготики. Основу бібліотеки становить колекція з 40 000 книжок та раритетів, зібраних Джордж Спенсер, 2-й граф Спенсер, що її 1892 року придбало подружжя Райландсів. 1900 року бібліотека відкрилася для відвідувачів.

## Приміщення
У приміщенні бібліотеки розмістилася основна колекція, читальний зал з галереєю, біблійний кабінет та зал карт. На другому поверсі знаходяться зали для проведення конференцій. Частина першого поверху мала стати бібліотечним абонементом, але ця ідея залишилася нереалізованою. Скульптури Енрікети та Джона Райландсів, виготовлені з білого мармуру, були створені скульптором Джоном Кассіді й прикрашають читальний зал бібліотеки.

## Адреса
150, Deansgate, Manchester M3 3EH, United Kingdom